# Günter Harte
Günter Harte (* 26. September 1925 in Hamburg; † 10. März 2012 in Börnsen) war ein niederdeutscher Autor und Erzähler.

## Leben

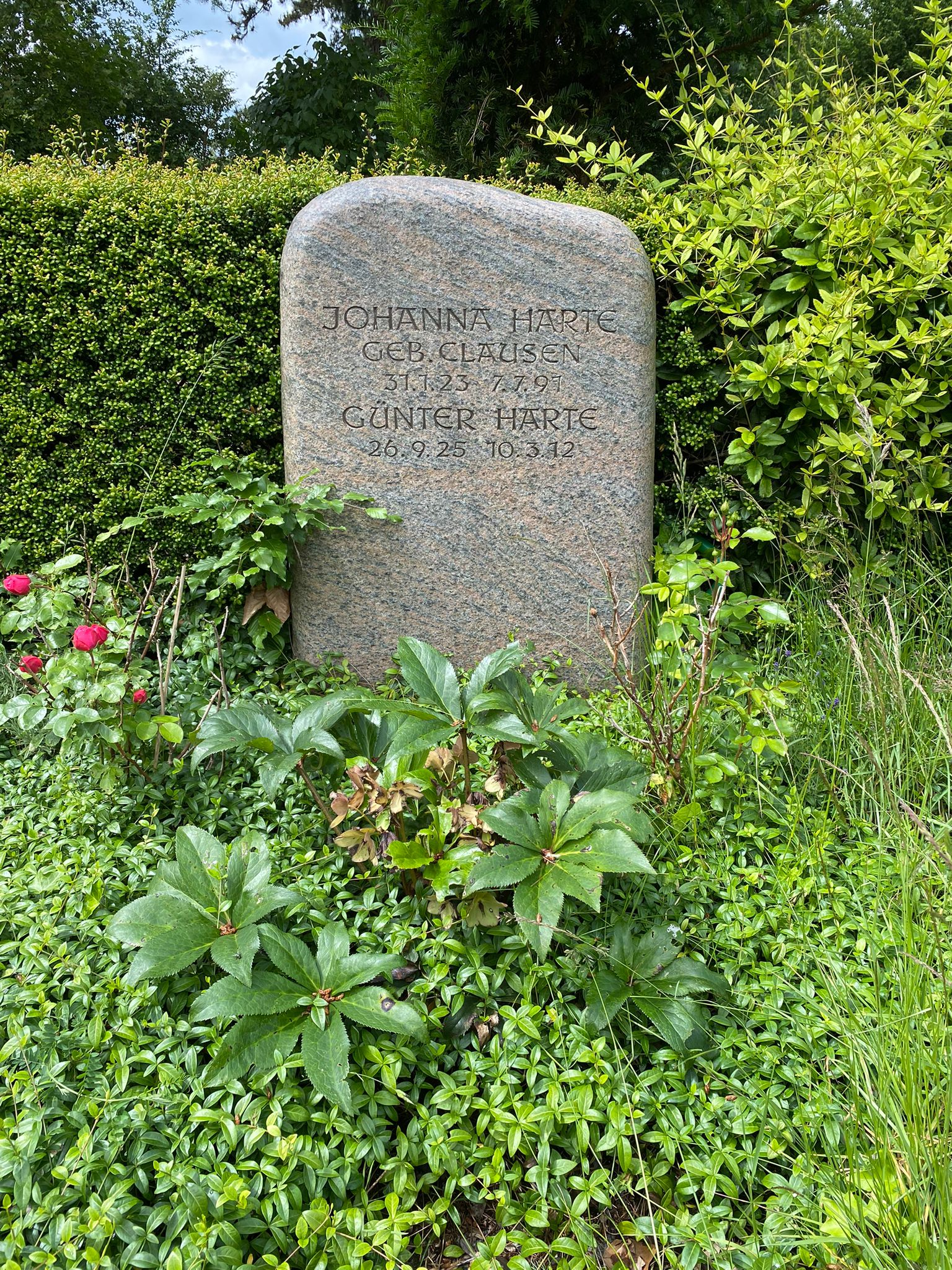
Grabstätte auf dem Friedhof Reinbek

Nach dem Abitur 1944 absolvierte er Kriegsdienst bei der Marine. Nach dem Krieg studierte Harte an der Universität Hamburg Germanistik mit Schwerpunkt auf der niederdeutschen Sprache. Danach war er seit 1953 hauptberuflich im Hamburger Schuldienst als Lehrer tätig und leitete von 1964 bis 1981 die Bergedorfer Brink-Schule.
Von 1960 bis 1997 trug Harte in der täglichen Sendung Hör mal ’n beten to des NDR eigene Geschichten vor und veröffentlichte ab 1977 im Hamburger Abendblatt die Kolumne Lütt beten Platt mit’n Abendblatt, von der bis 2008 insgesamt 1550 Folgen erschienen. Zudem schrieb der Germanist 24 Bücher und zusammen mit seiner Ehefrau, Johanna Harte (1923–1991), ein plattdeutsches Wörterbuch.
1979 bis 1983 war Harte Vorstandsmitglied des Instituts für niederdeutsche Sprache.
Die Grabstelle von Günter Harte befindet sich auf dem Friedhof in Reinbek.

## Auszeichnungen
- 1978 Quickborn-Preis
- 1998 Senator-Biermann-Ratjen-Medaille

## Werke
- Spegelschören. Verlag d. Fehrs-Gilde, Hamburg-Wellingsbüttel 1964.
- Scharp un sööt : Plattdeutsche Erzählungen. hrsg. v. Günter Harte. Zeichnungen von Wilhelm Hartung. Verlag d. Fehrs-Gilde, Hamburg-Wellingsbüttel 1970, ISBN 3-87-849000-1.
- Nu hör to un luster mol : Heitere und besinnliche Vertelln. Quickborn-Verlag, Hamburg 1976, ISBN 3-87651-051-1.
- Lebendiges Platt : Ein Lehr- und Lesebuch. Quickborn-Verlag, Hamburg 1977, ISBN 3-87651-057-0.
- Hamborg liggt noch ümmer an'e Elv. Glöss, Hamburg 1978, ISBN 3-87261-021-X.
- Kumm wedder : Heitere und besinnliche Vertellen. Quickborn-Verlag, Hamburg 1978, ISBN 3-87651-062-7.
- Platt mit spitzer Feder : 25 niederdt. Autoren. vorgestellt von Günter Harte. Glogau, Hamburg 1978, ISBN 3-7672-0586-6.
- Günter Harte vertellt. Lühr & Dircks, Sankt Peter-Ording 1979, DNB 810573180 .
- Du un ik un he un se : 40 plattdüütsche Vertellen. Glogau, Hamburg 1980, ISBN 3-7672-0672-2. Texte aus der Sendereihe "Hör mal'n beten to" des NDR
- Platt hüüt un güstern. hrsg. von Günter Harte und Hans-Werner Spittler. Verlag Erziehung u. Wissenschaft, Hamburg 1980, ISBN 3-8103-0415-8. Lesebuch für zwölf- bis siebzehnjährige Schüler
- ... denn klopp an mien Döör! : 34 plattdt. Geschichten. Glogau, Hamburg 1982, ISBN 3-920384-05-9.
- Och, sooo meenst du dat! : Höögliche vertellen, plietsche Versen un allerlei scharpe Snäck. 1. Auflage. Glogau, Hamburg 1984, ISBN 3-920384-23-7.
- mit Hermann Bärthel, Irmgard Harder: Ünner'n Dannboom : Wiehnachtliche Vertellen. Quickborn-Verlag, Hamburg 1985, ISBN 3-87651-100-3.
- Kumm wedder un annere Vertellen. 3. neuausg. Auflage. Quickborn-Verlag, Hamburg 1986, ISBN 3-87651-062-7.
- mit Johanna Harte: Hochdeutsch-plattdeutsches Wörterbuch. Hrsg. vom Inst. für Niederdt. Sprache.(Schriften des Instituts für Niederdeutsche Sprache : Reihe: Dokumentation ; 13) Schuster, Leer 1986, ISBN 3-7963-0243-2.
- Twüschensteken : Geschichten und Gedanken. Glogau, Hamburg 1987, ISBN 3-920384-32-6.
- Günter Harte vertellt. – Beiträge aus der NDR-Sendereihe: "Hör mal'n beten to". Jung, Kiel 1988, ISBN 3-923525-56-7.
- De dat Glück hett : Von der Ausdrucksvielfalt des Plattdeutschen. Westholsteinische Verlagsanstalt Boyens & Co., Heide 1990, ISBN 3-8042-0511-9.
- Loot di nich for dumm verkeupen! 1. Auflage. Jung, Kiel 1993, ISBN 3-923525-96-6.
- Na, allens in Botter?. Jung, Kiel 1995, ISBN 3-929596-19-9.
- Scheunen Wiehnachten ok! 1. Auflage. Jung, Kiel 1996, ISBN 3-929596-33-4.
- Mien scheunsten Vertellen. Jung, Kiel 1997, ISBN 3-929596-46-6.
- Lütt beten Platt .... Jung, Kiel 1999, ISBN 3-929596-69-5.
- Dat gifft di villicht Soken! Jung, Kiel 2000, ISBN 3-929596-80-6.
- Wat'n Wetter wedder! Jung, Kiel 2002, ISBN 3-89882-010-6.
- Ik holl mi dor rut! Jung, Kiel 2005, ISBN 3-89882-057-2.
- mit Irmgard Harder, Gerd Lüpke: Dor hett en Uul seten! : `Hör mal'n beten to´-Geschichten. die Beiträge stammen aus der gleichnamigen NDR-Sendereihe (NDR 1 Welle Nord, NDR 90,3, NDR 1 Niedersachsen) Jung, Kiel 2006, ISBN 3-89882-071-8.